# 葵盛東邨連環兇殺及傷人事件
葵盛東邨連環兇殺及傷人事件是於2010年5月8日在香港新界葵涌葵盛東邨盛國樓及盛安樓的襲擊事件，事件中有5人被砍傷，其中2人死亡。

## 事件經過
女住客譚益順和劉潤蓮當日如常在盛國樓6、7樓梯間釘嘜頭賺外快，上午約11時，居於8樓的李忠民在2人身邊走過，劉讓路時說：「這麼多位行，為何要行這裡？」被告竟轉身拔刀就將劉斬殺，譚見狀大驚，並遭被告捅腰，她負傷逃至地下。
約11時15分，李沿樓梯走到地下，女保安陳少玲勸被告把刀放下，反惹來襲擊，她胸口及背部總共捱了3刀。兇手刀傷3名女子後再轉移陣地，衝入旁邊的盛安樓管理處，捅傷男物業管理主任梁耀宗，梁負傷呼叫男同事郭放基逃跑，豈料郭被其追殺，其中1刀更直捅心臟致不治。
械鬥傷人後，李留在管理處旁抽煙。警員11時35分上前拘捕時，李毫不反抗，只道：「房署不讓我調單位，個個都拿我開玩笑同迫害我，我嬲，所以用刀斬他們」，並帶警員在垃圾桶起回刀鋒長12厘米的兇刀。

## 事後
5月9日，運輸及房屋局局長鄭汝樺於下午到葵盛東邨視察後，會見記者。她表示，向死傷者親屬，致以最深切的慰問。她並到管理處會見外判公司的員工，鼓勵他們。而葵涌醫院證實，疑兇是他們的精神病人，於2004年入院，於9日後出院，他一直有覆診，上次覆診時間為4月22日。警方指，疑兇曾在兩年前，在邨內毀壞物件而被捕。而被告李忠民之後被控兩項謀殺及三項傷人罪名，於5月10日早上荃灣裁判法院提堂，案件押後到5月24日再審，等候兩份精神科醫生的報告，期間需要還柙。
2011年8月，李在高院承認誤殺及蓄意傷人等罪。9月1日，在參閱被告的兩份精神科報告後，法官確認他對社會構成危險，判他入懲教署轄下小欖精神病治療中心接受無限期的精神治療（即變相無期徒刑且不得假釋）。

## 外界回應
- 香港行政長官曾蔭權認為事件是一宗悲劇，香港政府已經撥款3千萬港元以加強精神病康復者醫療服務。對於同年度的一億港元撥款未到位，值得反思，他認為需要協助康復者融入社區，避免慘劇再發生。

## 連結
- YAHOO新聞-狂漢大屠殺 兩死三傷 （页面存档备份，存于）
- 香港政府新聞網-葵盛東邨兇殺案兩死三傷
- 亞視新聞 	葵盛東邨兇殺案被告提堂[永久]